# گوزنچه سرخ آمریکای مرکزی
گوزنچه سرخ آمریکای مرکزی (نام علمی: Mazama temama) نام یک گونه از سرده گوزنچه است.